# José María Jiménez
Pour les articles homonymes, voir Jiménez.
Jiménez  Sastre est un nom espagnol. Le premier nom de famille, en général paternel, est Jiménez ; le second, en général maternel, souvent omis, est Sastre.
José María Jiménez Sastre, né le 6 février 1971 à El Barraco et mort d'une crise cardiaque le 6 décembre 2003 à Madrid, est un coureur cycliste espagnol.
Il fait ses débuts professionnels en 1993 au sein de l'équipe espagnole Banesto, où il termina sa carrière en 2001. Il est le beau-frère de Carlos Sastre, lui aussi coureur cycliste et vainqueur du Tour de France 2008. Très bon grimpeur, c'est sur les routes espagnoles qu'il a connu ses plus grands succès. Sacré champion d'Espagne sur route en 1997, il a remporté neuf étapes du Tour d'Espagne dont il remporta quatre fois le classement de la montagne et une fois le classement par points. Il termine cette course une fois sur le podium en 1998.

## Biographie
José Maria Jiménez Sastre, appelé El Chava — surnom qu'il tenait de son grand-père qui l'appelait Chabacano — est né le 6 février 1971 à El Barraco, modeste village de Castille-et-León en Espagne. C'est en montagne qu'il remporta ses plus grands succès. Ses neuf victoires d'étape sur le Tour d'Espagne (San Rafael 1997, Xorret de Cati, Pal, Andorra, Cerler en 1998, Alto del Angliru 1999 et Pal, La demanda, Arcalis en 2001) témoignent des qualités de ce grimpeur. Sa rivalité avec Abraham Olano au sein de la Banesto alimenta une polémique lors de la Vuelta 1998. Longtemps freiné lors de cette Vuelta dans son rôle d'équipier, il décida d'enfreindre le règlement et d'attaquer son propre leader, ce qu'il fit avec succès puisqu'il lui ravit un temps le maillot amarillo. Il termina troisième de ce Tour d'Espagne avec quatre victoires d'étapes à la clef. Deux ans auparavant, sur une étape de montagne du Tour de France 1996, Jiménez essaie un temps de rejoindre Bjarne Riis menaçant ainsi Miguel Indurain. Après un rappel, il respecte la consigne d'aider son chef de file.
José Maria Jiménez possède encore à ce jour le record de victoires d'étapes arrivant au sommet sur la Vuelta. En revanche, le Tour de France ne lui a jamais souri. Il dut en effet se contenter de places d'honneur et se trouva dépassé par des Lance Armstrong, Jan Ullrich et Marco Pantani en grande forme. En effet, il termina deuxième à Courchevel le jour de la dernière victoire de Pantani, lors du Tour 2000, et suivit Armstrong dans ses œuvres durant l'ascension d'Hautacam en 2000. 
Le jour de gloire de El Chava fut écrit le 20 septembre 1999, dans le mythique alto del Angliru. Ce jour-là, il lâche Jan Ullrich, le futur vainqueur de la Vuelta, et Roberto Heras, puis rattrape Pavel Tonkov parti plus tôt pour s'imposer et devenir le premier vainqueur au sommet de ce col.
Jiménez meurt d'une crise cardiaque le 6 décembre 2003 dans un hôpital psychiatrique de Madrid. Trois ans plus tard, Jesús Manzano déclare au sujet de Jiménez : « le dopage a tué El Chava comme il a tué Pantani ».

## Palmarès et classements mondiaux

### Palmarès amateur
- 1992
  - Circuito Montañés
  - 2e du Tour de Tolède

### Palmarès professionnel
| - 1993 - 2e du Mémorial Manuel Galera - 3e de la Subida al Naranco - 1994 - Tour de La Rioja : - Classement général - 2ea étape - Subida a Urkiola - Mémorial Manuel Galera - 3e de la Prueba Villafranca de Ordizia - 1995 - Colorado Classic : - Classement général - 1re et 3e étapes - 4e étape du Tour de Catalogne - 2e du championnat d'Espagne sur route - 2e du Tour de La Rioja - 10e du Tour de Catalogne - 10e du Tour du Pays basque - 1996 - Subida a Urkiola - 1997 - Champion d'Espagne sur route - Tour de La Rioja : - Classement général - 2e étape - Tour d'Espagne : - Classement de la montagne - 19e étape - 2e de Subida a Urkiola - 2e de Subida al Naranco - 3e de la Classique des Alpes - 8e du Tour de France | - 1998 - 5e étape du Tour des Asturies - 3e étape du Critérium du Dauphiné libéré - Tour d'Espagne : - Classement de la montagne - 6e, 10e, 11e et 16e étapes - 2e du Tour des Asturies - 3e du Tour d'Espagne - 1999 - Tour d'Espagne : - Classement de la montagne - 8e étape - 2e du Tour d'Aragon - 3e du Tour de Catalogne - 3e de la Subida a Urkiola - 5e du Tour d'Espagne - 2000 - Classique des Alpes - Tour de Catalogne : - Classement général - 7e et 8e (contre-la-montre) étapes - 2001 - Tour d'Espagne : - Classement de la montagne - Classement par points - 8e, 11e et 12e (contre-la-montre) étapes - 2e de la Subida a Urkiola - 3e du Tour de La Rioja |  |

### Résultats sur les grands tours

#### Tour d'Espagne
6 participations
- 1996 : 12e
- 1997 : 21e, vainqueur du  classement de la montagne et de la 2e étape
- 1998 : 3e, vainqueur du  classement de la montagne et des 6e, 10e, 11e et 16e étapes,  maillot or pendant 4 jours
- 1999 : 5e, vainqueur du  classement de la montagne et de la 8e étape
- 2000 : abandon (8e étape)
- 2001 : 17e, vainqueur du  classement de la montagne, du  classement par points et des 8e, 11e et 12e (contre-la-montre) étapes

#### Tour de France
4 participations
- 1996 : 57e
- 1997 : 8e
- 1998 : abandon (16e étape)
- 2000 : 23e

#### Tour d'Italie
2 participations
- 1995 : 26e
- 1999 : 33e

### Résultats sur les championnats

#### Championnats du monde professionnels
- Duitama 1995 : 13e de la course en ligne

### Classements mondiaux
José María Jiménez a été classé au mieux 20e en fin d'année au classement UCI en 1998.
| Année          | 1993 | 1994 | 1995 | 1996 | 1997 | 1998 | 1999 | 2000 | 2001 |
| -------------- | ---- | ---- | ---- | ---- | ---- | ---- | ---- | ---- | ---- |
| Classement UCI | ?    | ?    | 112e | 90e  | 33e  | 20e  | 28e  | 61e  | 60e  |